# Alegeri legislative în Cuba, 2003
Alegerile electorale au fost susținute pentru Adunarea Națională a Oamenilor Puternici, legislatura națională a Cubei, în data de 19 ianuarie 2003. Votul este un gir al candidaților selectați înainte, nefiind vorba de o competiție. Jumătate din candidați sunt propuși în cadrul adunărilor publice, înainte ca depunerea candidaturii să fie acceptată de comitetul electoral, in timp ce cealaltă jumătate este propusă de organizații oficiale ( precum organizația fermierilor, unirea studențior etc.).
Guvernul afirmă că algerea este realizată pentru binele poporului, însă criticii atribuie rezultatul mai degrabă cu generarea fricii sau apatiei celor care nu susțin guvernul. Ei suspectează faptul că rezultatele reflectă comploturi electorale ( corpul electoral este cunoscut pentru voturile furate, candidații doresc să fie respectați, fără a fi asociați cu guvernul), prin lipsa supraveghetorilor independenți la numărarea voturilor, sau prin politica de propagandă. Ei de asemenea punctează faptul că sistemul de alegere a candidaților exclude efectiv vocile independente.
În timpul alegerilor Președintele S.U.A George W. Bush a descris procesul ca „ o fraudă si prefăcătorie”, adăugând :” dacă Guvernul cubanez, își ia toate măsurile necesare pentru a asigura libertatea și corectitudinea alegerilor din 2003 , și dacă Cuba începe de asemenea să adopte reformele pieței de bază, atunci și doar atunci, voi discuta cu Congresul Statelor Unite pentru a înlătura interdicția comerțului și a călătoriilor.”
| Fidel Castro                | Președintele Partidului Comunist și susținător al revoluției                 | 99.01% |
| Raul Castro                 | Vice-Președinte, Ministrul Apărării, susținător al revoluției                | 99.75% |
| Juan Miguel Gonzales        | Tatăl lui Elian Gonzales                                                     | 93.34% |
| Dr. Jose Rubiera            | Meteorolog și coordonator al planului defensiv împotriva uraganelor din Cuba | 96.71% |
| Silvio Rodriguez Dominguez  | Muzician celebru, cântăreț și poet.                                          | 94.71% |
| Media candidaților          | Media procentajului voturilor aprobate                                       | 94.83% |
| Eva Esther Ribalta Castillo | Candidatul cu procentajul cel mai mic de voturi                              | 85.15% |